# Liste der Kulturdenkmäler in Bubach
In der Liste der Kulturdenkmäler in Bubach sind alle Kulturdenkmäler der rheinland-pfälzischen Ortsgemeinde Bubach aufgeführt. Grundlage ist die Denkmalliste des Landes Rheinland-Pfalz (Stand: 27. Oktober 2023).

## Einzeldenkmäler
| Bezeichnung         | Lage                                             | Baujahr | Beschreibung                                                                                         | Bild                           |
| ------------------- | ------------------------------------------------ | ------- | --- | ------------------------------ |
| Evangelische Kirche | Hauptstraße 6 Lage                               | 1764/65 | barocker Saalbau, 1764/65                                                                            | weitere Bilder Fotos hochladen |
| Bubacher Burg       | südwestlich des Ortes; Distrikt Atzenhausen Lage |         | ehemalige Wehranlage, quadratischer Block von 3 bis 4 m Höhe, teilweise erhaltener ringförmiger Wall | Fotos hochladen                |